# I Believe I’m Fine
I Believe I’m Fine (englisch für „Ich glaube, mir geht’s gut.“) ist ein Lied des deutschen DJs Robin Schulz, in Kooperation mit dem aus Marseille (Frankreich) stammenden DJ Hugel. Das Stück ist die dritte Singleauskopplung aus seinem dritten Studioalbum Uncovered.

## Entstehung und Artwork
Geschrieben wurde das Lied gemeinsam von Christopher Braide, Dave Gibson, Florent Hugel, dem Produzententeam Junkx (bestehend aus: Dennis Bierbrodt, Stefan Dabruck, Jürgen Dohr und Guido Kramer) sowie Robin Schulz. Letzterer produzierte das Stück auch in Zusammenarbeit mit Hugel und dem deutschen Produzententeam Junkx. Junkx war ebenfalls für die Abmischung sowie das abschließende Engineering des Liedes zuständig. Gemastert wurde das Stück von Monoposto Mastering, unter der Leitung von Michael Schwabe. Die Aufnahmen erfolgten in den Junkx Music Studios in Mülheim an der Ruhr. I Believe I’m Fine wurde unter den Musiklabels Tonspiel und Warner Music veröffentlicht.
Auf dem Cover der Single ist – neben Künstlernamen und Liedtitel – Schulz zu sehen. Es ist in schwarz-weiß gehalten und zeigt lediglich Schulz’ Oberkörper. Er trägt einen Mantel, einen Hut und eine Sonnenbrille in der sich Licht spiegelt. Das Bild selbst ist größtenteils in schwarz und grautönen gehalten, lediglich das in der Sonnenbrille spiegelnde Licht ist in weiß gehalten, sowie der Aufdruck der Mitwirkenden und des Titels. Das Coverbild wurde vom Berliner Fotograf Maximilian König geschossen.

## Veröffentlichung und Promotion
Die Erstveröffentlichung von I Believe I’m Fine erfolgte als Einzeldownload am 8. September 2017. Rund eineinhalb Monate später folgte mit I Believe I’m Fine (The Remixes) die Veröffentlichung einer Remix-EP am 27. Oktober 2017. Die EP besteht lediglich aus Remixversionen, das Original befindet sich nicht darauf. Unter anderem beinhaltet die EP Remixe des belgisch-griechischen DJ-Duos Dimitri Vegas & Like Mike oder des aus Frankfurt am Main stammende DJ Katch. In Deutschland wurde I Believe I’m Fine für eine gewisse Zeit als Werbesong von RTL II verwendet, damit war das Stück zu Beginn diverser Werbeunterbrechungen zu hören.
Remixversionen
- I Believe I’m Fine (Dimitri Vegas & Like Mike Remix)
- I Believe I’m Fine (Dimitri Vegas & Like Mike Extended Remix)
- I Believe I’m Fine (DJ Katch Remix)
- I Believe I’m Fine (Nick Martin Remix)
- I Believe I’m Fine (Nervo Remix)
- I Believe I’m Fine (Adam Trigger Remix)

## Hintergrund
In einer Pressemitteilung beschrieb Schulz das Zustande der gemeinsamen Kollaboration mit Hugel wie folgt: „Hugel und ich kennen uns jetzt seit ein paar Jahren und sind ständig im Austausch. Daher ist die Kooperation recht spontan und natürlich entstanden. Wir sind sehr gespannt, wie ‘I Believe I’m Fine’ ankommen wird. Diese Single ist etwas anderes als meine vorherigen Releases.“

## Inhalt
Der Liedtext zu I Believe I’m Fine ist in englischer Sprache verfasst und bedeutet ins Deutsche übersetzt so viel wie „Ich glaube, mir geht’s gut“. Die Musik und der Text wurden gemeinsam von Christopher Braide, Stefan Dabruck, Dave Gibson, Florent Hugel, dem Produzententeam Junkx und Robin Schulz geschrieben. Musikalisch bewegt sich das Lied im Bereich des House und der Popmusik. Das Tempo beträgt 100 Schläge pro Minute. Aufgebaut ist das Stück auf drei Strophen sowie einer auf die Strophen folgenden Bridge und Hookline. Gesungen wird das Lied von Dave Gibson, dem Frontmann der neuseeländischen Band Elemeno P. Hugel und Schulz wirken lediglich als DJs mit.
Inhaltlich handelt das Lied von einer gescheiterten Liebesbeziehung, in welcher der Protagonist zunächst mit seinem Schicksal hadert, dann jedoch zu einem versöhnlichen Schluss kommt: „I Believe I’m Fine“ (englisch für „Ich glaube, mir geht’s gut.“).
| “Remember when it was me, that held you high when you lonely. The guy you call when you’re down. Remember when it was only me, you want on the line. The one I trusted to know me. The one I can’t tell a lie and if I keep it repeating.” – Refrain, Originalauszug | „Denk daran das ich es war, der dich hoch hielt als du einsam warst. Der Typ den du angerufen hast, wenn es dir schlecht ging. Denk daran das nur ich es war, den du in der Leitung haben wolltest. Der eine von dem ich wusste, dass er mich kennt. Der eine, den ich nicht belügen kann, auch wenn ich mich wiederhole.“ – Refrain, Übersetzung |

## Musikvideo
Das Musikvideo zu I Believe I’m Fine wurde in Spanien gedreht und feierte am 8. September 2017 auf der Videoplattform YouTube seine Premiere. Zu sehen ist ein Auftragskiller (gespielt von Helmut Schobel), der den Auftrag hat, sich Schulz zu schnappen. Vermeintlich lauert der Auftragskiller Schulz auf und schnappt ihn sich nach dem dieser angetrunken eine Bar verlässt, verdeckt sein Gesicht und packt ihn in sein Auto. Als er etwas später nach ihm schauen will und ihm das Gesicht befreite, merkt der Auftragskiller, dass er den falschen geschnappt hat, der Schulz nur ähnlich sieht. Er versucht, die falsche Person (gespielt von Harald Geil) wieder loszuwerden, doch nun wird der Auftragskiller von der anderen Person verfolgt. Mehrfach versucht der Auftragskiller erfolglos die Person loszuwerden. Gegen Ende des Videos gelingt es ihm nach einem Besuch in einem Diner, wo er einen Toilettengang vortäuschte, sich dabei hinausschleicht und mit dem Auto davonrast. Während der Fahrt erinnert er sich an die Augenblicke mit dem Fremden zurück und beginnt ihn zu vermissen. Am Ende des Videos fährt der Auftragskiller wieder zurück, um den Fremden zu holen und gemeinsam fahren sie weiter. Schulz ist immer wieder mal an den verschiedenen Schauplätzen als er selbst zu sehen. Hugel taucht in einer Rolle als Losbudenbesitzer bei dem gemeinsamen Besuch eines Rummels der beiden auf. Die Gesamtlänge des Videos beträgt 3:43 Minuten. Regie führte Annegret von Feiertag. Bis März 2025 zählte das Musikvideo über 20,3 Millionen Aufrufe auf YouTube.

## Mitwirkende
| Liedproduktion - Christopher Braide: Komponist, Liedtexter - Dave Gibson: Gesang, Komponist, Liedtexter - Florent Hugel: DJ, Komponist, Liedtexter, Musikproduzent - Junkx: Abmischung, Engineering, Komponist, Liedtexter, Musikproduzent - Robin Schulz: DJ, Komponist, Liedtexter, Musikproduzent - Michael Schwabe: Mastering Artwork (Cover) - Maximilian König: Artwork, Fotograf Unternehmen - Junkx Music Studios: Tonstudio - Monoposto Mastering: Mastering - Tonspiel: Musiklabel - Warner Music: Musiklabel | Musikvideo (Auswahl) - Mario Clement: Filmproduzent - Isabel Garcia: Artdirector - Harald Geil: Schauspieler - Nasim Kholedy: Tongestaltung - Mario Krause: Kameramann - Arri Mitte: Farbkorrektur - Fernando Monge: 2. Kameraassistent - Yuri Salvador Moraes: 1. Kameraassistent - Simon Paul: Ausführender Produzent - Lucas Pintos: Oberbeleuchter - Helmut Schobel: Schauspieler - Carl Seiffarth: Filmeditor - Annegret von Feiertag: Regisseur |

## Kommerzieller Erfolg

### Chartplatzierungen
I Believe I’m Fine erreichte in Deutschland Position 29 der Singlecharts und konnte sich insgesamt 24 Wochen in den Charts halten. Daneben konnte sich die Single mehrere Wochen in den Tagesauswertungen der deutschen iTunes-Charts platzieren und erreichte mit Position vier seine Höchstplatzierung am 3. Oktober 2017. In Österreich erreichte die Single in 19 Chartwochen Position 26 und in der Schweiz in drei Chartwochen Position 88. Außerhalb des deutschsprachigen Raums platzierte sich die Single auch in den schwedischen Singlecharts.
Für Schulz als Interpret ist dies der zwölfte Charterfolg in Deutschland sowie sein elfter in Österreich und der Schweiz. Als Produzent ist I Believe I’m Fine sein zehnter Charterfolg in Deutschland sowie sein neunter in Österreich und der Schweiz. Als Autor ist dies sein neunter Charterfolg in Deutschland sowie sein achter in Österreich und der Schweiz. Für Hugel ist es als Interpret und Autor nach Coming Home der zweite Charterfolg in Deutschland, in den anderen Ländern erreichte er mit I Believe I’m Fine erstmals die Charts.
Für das Produzenten-Trio Junkx ist I Believe I’m Fine in ihrer Autorentätigkeit der elfte Charterfolg in Deutschland sowie der siebte in Österreich und der sechste in der Schweiz. Als Produzent erreichten sie zum zehnten Mal die deutschen Singlecharts sowie jeweils zum siebten Mal die Charts in Österreich und der Schweiz. Braide erreichte als Autor zum neunten Mal die deutschen und jeweils zum siebten Mal die österreichischen und Schweizer Singlecharts. Für Dabruck ist es in allen drei Ländern der zweite Charterfolg als Autor. Gibson erreichte erstmals die Charts.
| ChartsChartplatzierungen | Höchstplatzierung | Wochen |
| ------------------------ | ----------------- | ------ |
| Deutschland (GfK)        | 29 (24 Wo.)       | 24     |
| Österreich (Ö3)          | 26 (19 Wo.)       | 19     |
| Schweiz (IFPI)           | 88 (3 Wo.)        | 3      |

### Auszeichnungen für Musikverkäufe
Im Februar 2018 wurde I Believe I’m Fine in Deutschland mit einer Goldenen Schallplatte für über 200.000 verkaufte Einheiten ausgezeichnet. Damit ist es für Schulz die achte Single in Folge, die mindestens Gold-Status in Deutschland erreichte. Insgesamt ist es die 10. Single von Schulz, die in seiner Heimat zertifiziert wurde. Für Hugel ist es die erste Goldauszeichnung seiner Karriere.
| Land/Region        | Auszeichnungen für Musikverkäufe (Land/Region, Auszeichnung, Verkäufe) | Verkäufe |
| ------------------ | ---------------------------------------------------------------------- | -------- |
| Deutschland (BVMI) | Gold                                                                   | 200.000  |
| Insgesamt          | 1× Gold ·                                                              | 200.000  |

Hauptartikel: Robin Schulz/Auszeichnungen für Musikverkäufe